# Oleczno
Oleczno – jezioro w woj. kujawsko-pomorskim, w powiecie brodnickim, w gminie Bobrowo, leżące na terenie Pojezierza Brodnickiego. Przez jezioro przepływa rzeka Lutryna łącząc je z jeziorem Grzywinek i jeziorem Wądzyńskim.
Brzegi jeziora były miejscem walk polsko-bolszewickich 18 sierpnia 1920 w czasie Bitwy pod Brodnicą.

## Dane morfometryczne
Powierzchnia zwierciadła wody według różnych źródeł wynosi od 29,9 ha do 31,0 ha.
Zwierciadło wody położone jest na wysokości 81,7 m n.p.m. lub 82,8 m n.p.m. Średnia głębokość jeziora wynosi 4,4 m, natomiast głębokość maksymalna 11,6 m.
W oparciu o badania przeprowadzone w 1998 roku wody jeziora zaliczono do III klasy czystości i poza kategorią podatności na degradację.